# ناديجدا غورغيفا
ناديجدا غورغيفا هي منافسة ألعاب القوى بلغارية، ولدت في 2 سبتمبر 1961 في غابروفو في بلغاريا.

## وصلات خارجية
- ناديجدا غورغيفا على موقع الاتحاد الدولي لألعاب القوى (الإنجليزية)
- ناديجدا غورغيفا على موقع أوليمبيديا (الإنجليزية)